# Бермудес-Сильва, Хесус
Хесус Бермудес-Сильва (исп. Jesús Bermúdez Silva; 1884, Богота — 1969, там же) — колумбийский композитор, музыкальный педагог. Видный представитель колумбийской национальной музыки первой половины XX века.

## Биография
С 1905 года обучался в Национальной музыкальной академии в Боготе. Вместе с Гильермо Урибе Ольгином в 1910 году основал Колумбийский симфонический оркестр (Оrquesta Sinfónica de Colombia). В 1929 году отправился в Испанию, и продолжил учёбу в Мадридской консерватории, где посвятил себя изучению композиции под руководством Конрадо дель Кампо.
В 1935 году вернулся в Колумбию, где стал преподавателем Национальную консерваторию в Боготе. В 1942 году — директор Консерватории дель Толима. С 1952 года снова преподавал в Музыкальной консерватории, где в 1959 году стал членом недавно основанного Центра фольклорных и музыкальных исследований Музыкальной консерватории Национального университета Колумбии (Centro de Estudios Folklóricos y Musicales).
Его стиль характеризовался неоклассической, вызывающей воспоминания и описательной формальной структурой, а также использованием элементов, связанных с ритмом типичных танцев колумбийского региона Анд. Был пионером в исследовании традиционной музыки в Центре фольклорных и музыкальных исследований Музыкальной консерватории Национального университета Колумбии.
Автор двух симфоний, симфонических поэм, оркестровых произведений, камерной музыки, фортепианного концерта, хоровых произведений, песен, увертюр, сонат, струнного квартета и др.